# Major Lazer (serie de televisión)
Major Lazer es una serie animada de televisión basado en el proyecto de música electrónica de baile del mismo nombre, creado por el DJ y productor Diplo con Ferry Gouw y Kevin Kusatsu. En primer lugar, se estrenó el FXX como un adelanto el 27 de octubre de 2014, y con regularidad en el 16 de abril de 2015, como parte de su bloque de Animation Domination High-Def (TDAH). Después de Stone Quackers, Major Lazer es la segunda serie original ADHD que se emitirá en el canal después de que Fox había detenido su emisión del propio bloque.
El show ha sido renovada para una segunda temporada, pero fue cancelado más tarde. El 3 de septiembre de 2016, se anunció que John Boyega había dejado la serie para centrarse en las nuevas películas de Star Wars.

## Trama
Situado en un futuro distópico, Major Lazer es un superhéroe jamaiquino equipado con una pistola láser para su mano derecha (Ya que a su mano izquierda la perdió durante una guerra contra zombis en 1984) que lucha contra las fuerzas  de ultraderecha del  Presidente Whitewall y su criado, el General Rubbish. Lazer es asistido en su lucha por la hija del presidente Penny Whitewall con el joven hacker BLKMRKT.

## Voces

### Elenco principal
- Adewale Akinnuoye-Agbaje – Major Lazer, Evil Lazer (ep. 10)
- James Adomian – General Rubbish
- John Boyega – Blkmrkt
- Ashante «Taranchyla» Reid – Old Rasta
- J. K. Simmons – President Whitewall
- Angela Trimbur – Penny Whitewall

### Voces adicionales
- Aziz Ansari – Goosh (episodio 7)
- Jonathan Banks – The Law (episodio 2)
- Matt Berry – Professor Teacher (episodios 6–7)
- Heather Anne Campbell – Game Tournament Worker (episodio 8)
- Ferry Gouw – Kamikaze (episodio 9)
- Trinidad James – Weed Man (episodio 1), Mr. Mary James (episodio 1), Goldie (episodio 9)
- Udo Kier – Head Vampire Vampire (episodio 5)
- Ezra Koenig – Ryland (episodio 5)
- Clyde Kusatsu – Store Owner (episodio 9)
- Chan Marshall – Knife Fight (episodio 9)
- Kumail Nanjiani – Thor (episodio 8)
- Riff Raff – Double Cup (episodio 4)
- Andy Samberg – Dr. Nerd/Dr. Bass Drop (episodios 2–3)
- Mike Skinner – Block Head (episodio 9)
- Jorma Taccone – Spooky Dookie (episodio 6), Killscreen (episodio 8), K-Pop (episodio 10)
- Tiësto – DJ God (episodio 2)
- Charli XCX – Lady Vanessa Rothschild (episodio 11)

## Episodios
Primera temporada
1. Bad Seed
2. Escape from Rave Island
3. Treble in Paradise
4. Double Cup
5. Vampire Weekend
6. The Legend of Spooky Dookie
7. I'm Gonna Git You Suckoid
8. I, Killscreen
9. Fizzy Fever
10. K-Pop!!
11. Throwback Thursdays